# Бакстер, Алан
Алан Бакстер (англ. Alan Baxter, 19 ноября 1908 — 8 мая 1976) — американский актёр.

## Биография
Бакстер родился 19 ноября 1908 года в Восточном Кливленде, Огайо, в семье вице-президента Cleveland Trust Company Эдвина Бакстера.
После окончания средней школы Алан отправился в Массачусетс, где поступил в Уильямс-колледж и начал изучать драматическое искусство. В этом заведении имел большой успех: Бакстер возглавил драматический кружок Cap & Bells, организовал команду по реслингу и стал членом братства Sigma Kappa. В колледже Алан подружился со своим одноклассником Элиа Казаном, оказалось, что оба увлечены театром. После окончания обучения в 1930 году оба решили вступить в Йельскую драматическую школу. Став студентом, Бакстер сосредоточился на актёрской игре, Казан всё больше внимания уделял постановке и режиссуре. После двух лет, проведенных в Нью-Хейвене, молодых людей пригласил Group Theatre в Нью-Йорке. Много работая, они были вынуждены жить экономно, денег часто не хватало даже на еду. Тем не менее, энтузиазма хватало, чтобы продолжать работу.
Бакстер впервые сыграл главную роль в спектакле Lone Valley в 1933 году. Рецензия на спектакль вышла в популярной The New York Times, но говорила она о том, что его игра выглядела «бесцветно и избито».
Разочарованный Бакстер, ходя на кастинги в другие театры, начал писать скетчи для бродвейских ревю. Впоследствии он присоединился к актёрской труппе Theatre Guild в Балтиморе и принял участие в спектакле «Чистые сердцем».
1935 года его увидел голливудской искатель талантов и пригласил в студию Paramount. В том же году Алан Бакстер снялся в своем первом фильме «Мэри Бернс, беглянка» с Сильвией Сидни.

## Избранная фильмография
- 1935 — Мэри Бернс, беглянка / Mary Burns, Fugitive — Бейб Уилсон
- 1936 — Тропинка одинокой сосны / The Trail of the Lonesome Pine — Клей Толливер
- 1936 — Большие карие глаза / Big Brown Eyes — Кэри Батлер
- 1936 — Условный срок / Parole! — Перси Смит
- 1937 — Ночной ключ / Night Key — Джон «Малыш» Бэрон
- 1937 — Последний гангстер / The Last Gangster — Фрэнки «Эйси» Кайл
- 1939 — Каждое утро я умираю / Each Dawn I Die — Хорёк Карлайл
- 1939 — Лишь на словах / In Name Only — Чарли
- 1940 — Линкольн в Иллинойсе / Abe Lincoln in Illinois — Билли Херндон
- 1940 — Дорога на Санта-Фе / Santa Fe Trail — Оливер Браун
- 1940 — Одинокий волк наносит удар / The Lone Wolf Strikes — Джим Райдер
- 1941 — Плохие люди из Миссури / Bad Men of Missouri — Джесси Джеймс
- 1941 — Тень худого человека / Shadow of the Thin Man — Уайти Бэрроу
- 1942 — Диверсант / Saboteur— Фриман
- 1942 — Узник Японии / Prisoner of Japan — Дэвид Боумен
- 1943 — Человеческая комедия / The Human Comedy — Брэд Стикмен
- 1944 — Крылатая победа / Winged Victory — майор Хелпер
- 1949 — Подстава / The Set-Up — Малыш
- 1958 — Беспокойные года / The Restless Years — Алекс Фишер
- 1959 — Лицо беглеца / Face of a Fugitive — Рид Уильямс
- 1960 — Дорога в горах / The Mountain Road  — генерал Лумис
- 1961 — Нюрнбергский процесс / Judgment at Nuremberg — бригадный генерал Мэтт Меррин
- 1966 — На слом! / This Property Is Condemned — Нопке
- 1969 — Золото Калифорнии / Paint Your Wagon — мистер Фенти
- 1970 — Чизам / Chisum — губернатор Сэм Экстелл
- 1971 — Уиллард / Willard — Уолтер Спенсер